# Ah, And We Do It Like This
Ah, And We Do It Like This to pierwszy singel amerykańskiej grupy hip-hopowej Onyx. Wydany w 1990 przez wytwórnię profile records, kiedy w grupie nie było Sticky’ego Fingaza.

## Lista utworów

### Strona A
1. "Ah, And We Do It Like This"
2. "Ah, And We Do It Like This" (dub club)

### Strona B
1. "Ah, And We Do It Like This" (dub vocal)
2. "Ah, And We Do It Like This" (instrumental)